# Люлько Валерій Олександрович
Валерій Олександрович Люлько (нар. 1 липня 1940, УРСР) — радянський футболіст та тренер, виступав на позиції захисника.

## Кар'єра гравця
У 1962 році розпочав кар'єру гравця в клубі Динамо (Кіровоград), який наступного сезону змінив назву на «Зірку». У 1964—1966 роках виступав у креенчуцькому «Дніпрі». У 1967 році перейшов до «Селенга» (Улан-Уде), але через півроку перейшов до Омську, де захищав кольори місцевих клубів «Нафтовик» та «Іриш», в складі якого й завершив кар'єру професіонального гравця. З 1971 по 1972 рік виступав за аматорські клуби КрАЗ (Кременчук) та «Вагонобудівник» (Крюков).

## Кар'єра тренера
По завершенні кар'єри гравця розпочав тренерську діяльність. У вересні 1989 року призначений головним тренером клубу з Кременчука, який вже мав назву «Кремінь». У 1990 році допомагав тренувати «Кремінь», а в 1991 році знову очолював «Кремінь».